# Nadja Stefanoff
Nadja Stefanoff (22 de julio de 1976) es una soprano operística alemana con sede en el Staatsstheater Maguncia. Comenzó su carrera como mezzosoprano.Ha interpretado papeles principales allí y como invitada en los principales teatros de ópera de Europa, como Marta en Die Passagierin de Weinberg en el Oper Graz y Fedora de Giordano en el Oper Frankfurt.